# Madrid Open
Madrid Open, oficiálně Mutua Madrid Open, je profesionální tenisový turnaj mužů a žen hraný ve španělském hlavním městě Madridu. Mužská část byla založena v roce 2002 a na okruhu ATP Tour se řadí do kategorie Masters 1000. Ženská část se přidala v sezóně 2009. V rámci túry WTA Tour patří do kategorie WTA 1000. Od sezóny 2009 událost probíhá v parku Manzanares na antukových dvorcích. Hraje se na osmi soutěžních kurtech včetně tří hlavních arén se zatahovací střechou v komplexu Caja Mágica. Mezi roky 2002–2008 se turnaj konal v madridské aréně na krytých dvorcích s tvrdým povrchem.
Vlastníkem turnaje se v roce 2021 stala globální sportovně-manažerská agentura IMG sídlící v New Yorku, která dokončila akvizici odkoupení licence od Iona Țiriaca za přibližně 390 milionů eur v roce 2022. Bývalý rumunský profesionální tenista a podnikatel Țiriac turnaj ovládal v letech 2009–2021. Generálním sponzorem je španělský pojišťovací dům Mutua Madrileña. V minulosti turnaj nesl názvy Mutua Madrileña Madrid Open a Madrid Masters. Ročník 2012 proběhl na modré antuce, což z turnaje učinilo první takovou událost v historii tenisu. Po kritice vlastností modrého povrchu ze strany hráčů nařídila ATP návrat k červené antuce.   
Nejvyšší počet pěti singlových trofejí mezi muži vybojoval Španěl Rafael Nadal a ženskou část třikrát ovládly Češka Petra Kvitová s Běloruskou Arynou Sabalenkovou. Nizozemka Kiki Bertensová vyhrála v roce 2019 jako první hráčka bez ztráty setu.

## Historie
Mužský turnaj Madrid Open byl založen v roce 2002, když licenci na pořádání v kategorii Tennis Masters Series organizátoři odkoupili od stuttgartského Eurocard Open. Ve Stuttgartu a Essenu událost probíhala mezi roky 1995–2001 a vůbec nejdříve začínala pod názvem Stockholm Open v období 1990–1994. V důsledku reformy kategorií se turnaj od sezóny 2009 začal hrát v kategorii ATP Tour Masters 1000, když v novém květnovém termínu získal místo po hamburském International German Open, degradovaném do kategorie ATP 500. 
Ženská polovina Madrid Open vznikla roku 2009. Do sezóny 2020 se řadila do kategorie WTA Premier Mandatory, než se v roce 2021 stala součástí WTA 1000. V nové kategorii získala dvoutýdenní charakter, rovněž jako Miami Masters a Indian Wells Masters. Obě části se tak po grandslamu a Turnajích mistrů a mistryň řadí do třetí nejvyšší úrovně profesionálních okruhů ATP Tour a WTA Tour. 
Vlastníkem turnaje se roku 2009 stal bývalý rumunský profesionální tenista a podnikatel 
Ion Țiriac, který v sezóně 2015 odhadl každoroční čistý zisk na více než 35 milionů eur a celkový příjem pro Madrid na částku okolo 200 milionů eur.

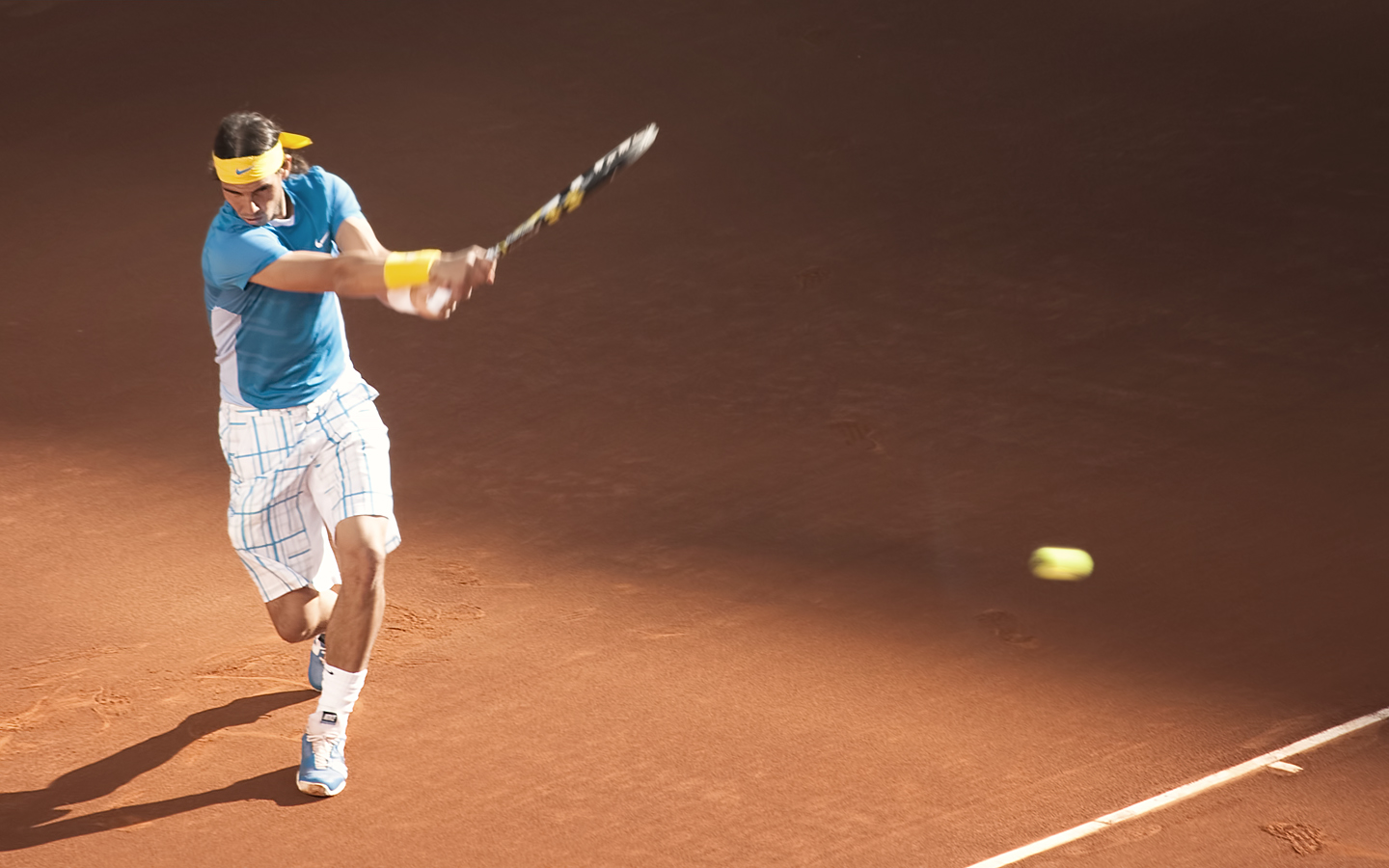
Nejvyšší počet pěti singlových titulů vyhrál mezi muži Španěl Rafael Nadal

Mužský turnaj v letech 2002–2008 nejdříve probíhal v říjnovém termínu na krytých dvorcích s tvrdým povrchem Madrid Areny. S rozšířením o ženskou část v roce 2009 se v kalendáři přesunul do května, jako druhý antukový Masters evropské antukové sezóny po Monte-Carlu. Po madridské aréně se místem konání stal park Manzaranes s antukovými dvorci. V roce 2009 otevřený komplex Caja Mágica obsahuje tři hlavní arény se zatahovací střechou. Centrální stadion Manola Santany (Estadio Manolo Santana) má kapacitu 12 422 diváků. Druhý dvorec Arantxy Sánchezové Vicariové (Estadio Arantxa Sánchez Vicario) pojme 2 923 osob a třetí stadion 1 772 návštěvníků.
Na dvorce pro Madrid Open 2012 byla položena modrá antuka, čímž se turnaj stal první takovou událostí v historii tenisu. Modrou antuku, rychlejší než červenou a zelenou, kritizovali světová jednička a dvojka  Novak Djoković s Rafael Nadalem po vyřazení ve čtvrtfinále. Srb povrch charakterizoval slovy: „Tohle pro mě není tenis. Buď sem příště přijdu v kopačkách nebo pozvu Chucka Norrise, aby mi řekl, jak mám na tomhle hrát.“ Nadal, přezdívaný jako „antukový král“, přitom v osmi předchozích sezónách nevypadl na antukovém turnaji ani jednou již ve čtvrtfinále a pohrozil bojkotem následujícího ročníku. Organizátoři však návrat k oranžovému povrchu neplánovali a měli v úmyslu zavést nové fluorescenční zářivé míčky v zelené či oranžové barvě, které by zvýraznily kontrast vůči modrému povrchu. Přesto mužská řídící organizace ATP rozhodla, že se další ročník 2013 odehraje opět na červené antuce.

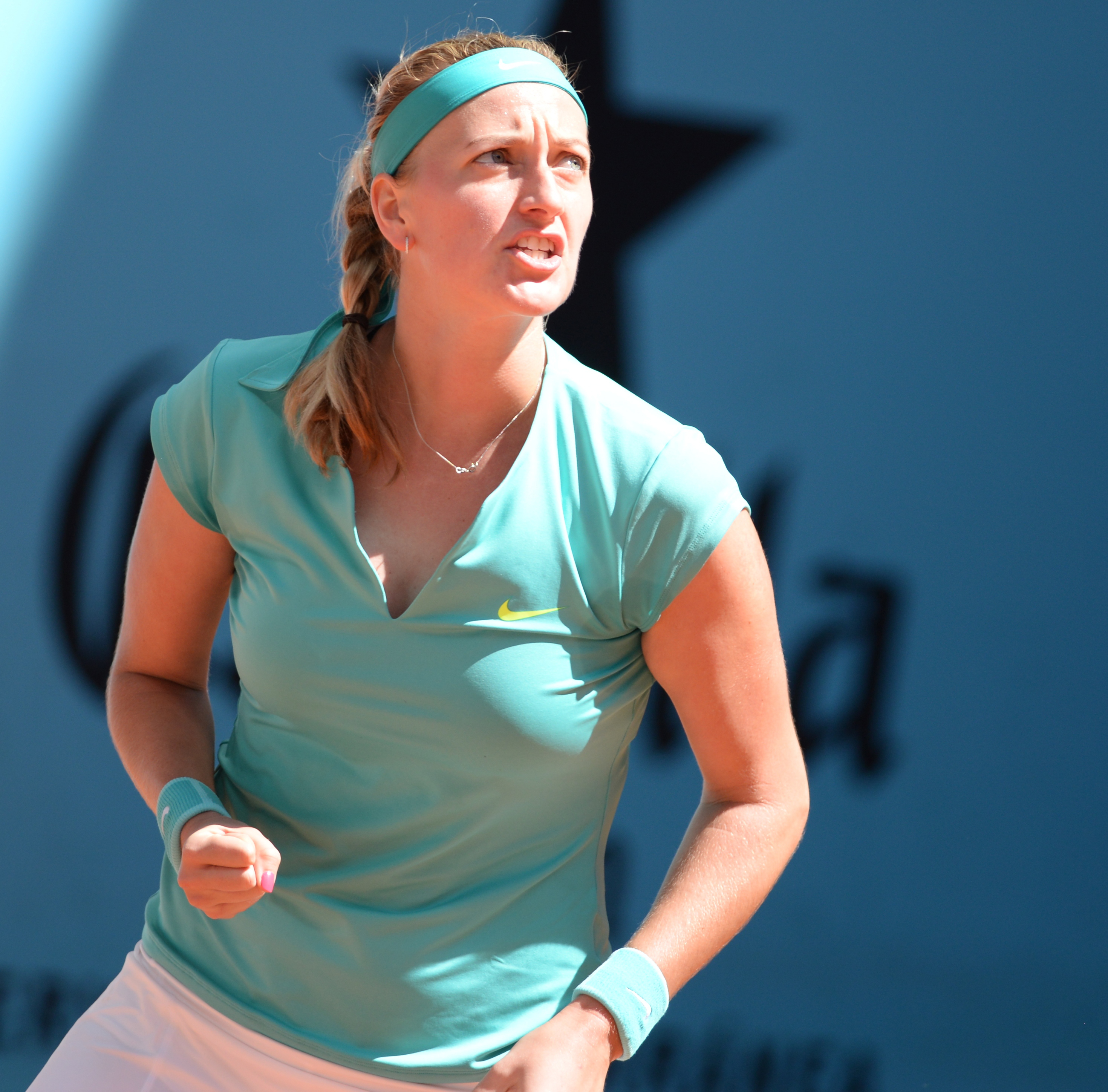
Nejvyšší počet tří singlových titulů mezi ženami vyhrály Češka Petra Kvitová (na obrázku) a Běloruska Aryna Sabalenková

Na Den práce, 1. května 2016, vytvořil madridský turnaj nový rekord zapsaný do Guinnessovy knihy rekordů, když si na dvorci Manola Santany 1 474 lidí – včetně diváků, organizárorů (vlastníka Iona Țiriaca i ředitele Manuela Santany) a hráčů (Wawrinky, Berdycha, Nišikoriho s dalšími) – současně pinkalo raketami s míčky po dobu deseti sekund. Překonali tak zápis 767 osob z říjnového China Open 2015. V sezóně 2020 byl turnaj zrušen kvůli pandemii covidu-19. V důsledku vládních koronavirových opatření byla v ročníku 2021 snížena obsazenost areálu na 40 % diváků, s maximálním denním vstupem pro 4 800 osob. Až v ženském singlu 2021 se na divokou kartu startující Paula Badosová stala první Španělkou v historii turnaje, která postoupila do semifinále.
Výrazné změny nastaly v roce 2023, po vzoru Indian Wells Masters a Miami Masters ze stejné kategorie. Termínová listina žen a mužů byla sjednocena do jednoho data. Mužská polovina byla prodloužena z jednoho na dva týdny, s 12 hracími dny, stejně jako Rome Maters a Shanghai Masters. Ženská část, konaná poprvé více než týden v roce 2021, byla rovněž v sezóně 2023 prodloužena z 10 na 13 dní. Startovní pole bylo rozšířeno na 96 singlistů a 32 párů čtyřhry (do té doby nastupovalo do dvouhry 56 mužů a 64 žen). Hraje se s míči Dunlop.

## Přehled finále

### Mužská dvouhra
| Rok  | vítěz                             | finalista                         | výsledek                          |
| ---- | --------------------------------- | --------------------------------- | --------------------------------- |
| 2002 | Andre Agassi                      | Jiří Novák                        | bez boje                          |
| 2003 | Juan Carlos Ferrero               | Nicolás Massú                     | 6–3, 6–4, 6–3                     |
| 2004 | Marat Safin                       | David Nalbandian                  | 6–2, 6–4, 6–3                     |
| 2005 | Rafael Nadal                      | Ivan Ljubičić                     | 3–6, 2–6, 6–3, 6–4, 7–6(7–3)      |
| 2006 | Roger Federer                     | Fernando González                 | 7–5, 6–1, 6–0                     |
| 2007 | David Nalbandian                  | Roger Federer                     | 1–6, 6–3, 6–3                     |
| 2008 | Andy Murray                       | Gilles Simon                      | 6–4, 7–6(8–6)                     |
| 2009 | Roger Federer (2)                 | Rafael Nadal                      | 6–4, 6–4                          |
| 2010 | Rafael Nadal (2)                  | Roger Federer                     | 6–4, 7–6(7–5)                     |
| 2011 | Novak Djoković                    | Rafael Nadal                      | 7–5, 6–4                          |
| 2012 | Roger Federer (3)                 | Tomáš Berdych                     | 3–6, 7–5, 7–5                     |
| 2013 | Rafael Nadal (3)                  | Stanislas Wawrinka                | 6–2, 6–4                          |
| 2014 | Rafael Nadal (4)                  | Kei Nišikori                      | 2–6, 6–4, 3–0skreč                |
| 2015 | Andy Murray (2)                   | Rafael Nadal                      | 6–3, 6–2                          |
| 2016 | Novak Djoković (2)                | Andy Murray                       | 6–2, 3–6, 6–3                     |
| 2017 | Rafael Nadal (5)                  | Dominic Thiem                     | 7–6(10–8), 6–4                    |
| 2018 | Alexander Zverev                  | Dominic Thiem                     | 6–4, 6–4                          |
| 2019 | Novak Djoković (3)                | Stefanos Tsitsipas                | 6–3, 6–4                          |
| 2020 | zrušeno kvůli pandemii koronaviru | zrušeno kvůli pandemii koronaviru | zrušeno kvůli pandemii koronaviru |
| 2021 | Alexander Zverev (2)              | Matteo Berrettini                 | 6–7(8–10), 6–4, 6–3               |
| 2022 | Carlos Alcaraz                    | Alexander Zverev                  | 6–3, 6–1                          |
| 2023 | Carlos Alcaraz (2)                | Jan-Lennard Struff                | 6–4, 3–6, 6–3                     |
| 2024 | Andrej Rubljov                    | Félix Auger-Aliassime             | 4–6, 7–5, 7–5                     |
| 2025 | Casper Ruud                       | Jack Draper                       | 7–5, 3–6, 6–4                     |

### Ženská dvouhra
| Rok  | vítězka                           | finalistka                        | výsledek                          |
| ---- | --------------------------------- | --------------------------------- | --------------------------------- |
| 2009 | Dinara Safinová                   | Caroline Wozniacká                | 6–2, 6–4                          |
| 2010 | Aravane Rezaïová                  | Venus Williamsová                 | 6–2, 7–5                          |
| 2011 | Petra Kvitová                     | Viktoria Azarenková               | 7–6(7–3), 6–4                     |
| 2012 | Serena Williamsová                | Viktoria Azarenková               | 6–1, 6–3                          |
| 2013 | Serena Williamsová (2)            | Maria Šarapovová                  | 6–1, 6–4                          |
| 2014 | Maria Šarapovová                  | Simona Halepová                   | 1–6, 6–2, 6–3                     |
| 2015 | Petra Kvitová (2)                 | Světlana Kuzněcovová              | 6–1, 6–2                          |
| 2016 | Simona Halepová                   | Dominika Cibulková                | 6–2, 6–4                          |
| 2017 | Simona Halepová (2)               | Kristina Mladenovicová            | 7–5, 6–7(5–7), 6–2                |
| 2018 | Petra Kvitová (3)                 | Kiki Bertensová                   | 7–6(8–6), 4–6, 6–3                |
| 2019 | Kiki Bertensová                   | Simona Halepová                   | 6–4, 6–4                          |
| 2020 | zrušeno kvůli pandemii koronaviru | zrušeno kvůli pandemii koronaviru | zrušeno kvůli pandemii koronaviru |
| 2021 | Aryna Sabalenková                 | Ashleigh Bartyová                 | 6–0, 3–6, 6–4                     |
| 2022 | Ons Džabúrová                     | Jessica Pegulaová                 | 7–5, 0–6, 6–2                     |
| 2023 | Aryna Sabalenková (2)             | Iga Świąteková                    | 6–3, 3–6, 6–3                     |
| 2024 | Iga Świąteková                    | Aryna Sabalenková                 | 7–5, 4–6, 7–6(9–7)                |
| 2025 | Aryna Sabalenková (3)             | Coco Gauffová                     | 6–3, 7–6(7–3)                     |

### Mužská čtyřhra
| Rok  | vítězové                                     | finalisté                            | výsledek                          |
| ---- | -------------------------------------------- | ------------------------------------ | --------------------------------- |
| 2002 | Mark Knowles Daniel Nestor                   | Maheš Bhúpatí Max Mirnyj             | 6–3, 7–5, 6-0                     |
| 2003 | Maheš Bhúpatí Max Mirnyj                     | Wayne Black Kevin Ullyett            | 6–2, 2–6, 6–3                     |
| 2004 | Mark Knowles (2) Daniel Nestor (2)           | Bob Bryan Mike Bryan                 | 6–3, 6–4                          |
| 2005 | Mark Knowles (3) Daniel Nestor (3)           | Leander Paes Nenad Zimonjić          | 3–6, 6–3, 6–2                     |
| 2006 | Bob Bryan Mike Bryan                         | Mark Knowles Daniel Nestor           | 7–5, 6–4                          |
| 2007 | Bob Bryan (2) Mike Bryan (2)                 | Mariusz Fyrstenberg Marcin Matkowski | 6–3, 7–6(7–4)                     |
| 2008 | Mariusz Fyrstenberg Marcin Matkowski         | Maheš Bhúpatí Mark Knowles           | 6–4, 6–2                          |
| 2009 | Daniel Nestor (4) Nenad Zimonjić             | Simon Aspelin Wesley Moodie          | 6–4, 6–4                          |
| 2010 | Bob Bryan (3) Mike Bryan (3)                 | Daniel Nestor Nenad Zimonjić         | 6–3, 6–4                          |
| 2011 | Bob Bryan (4) Mike Bryan (4)                 | Michaël Llodra Nenad Zimonjić        | 6–3, 6–3                          |
| 2012 | Mariusz Fyrstenberg (2) Marcin Matkowski (2) | Robert Lindstedt Horia Tecău         | 6–3, 6–4                          |
| 2013 | Bob Bryan (5) Mike Bryan (5)                 | Alexander Peya Bruno Soares          | 6–2, 6–3                          |
| 2014 | Daniel Nestor (5) Nenad Zimonjić (2)         | Bob Bryan Mike Bryan                 | 6–4, 6–2                          |
| 2015 | Rohan Bopanna Florin Mergea                  | Marcin Matkowski Nenad Zimonjić      | 6–2, 6–7(5–7), [11–9]             |
| 2016 | Jean-Julien Rojer Horia Tecău                | Rohan Bopanna Florin Mergea          | 6–4, 7–6(7–5)                     |
| 2017 | Łukasz Kubot Marcelo Melo                    | Nicolas Mahut Édouard Roger-Vasselin | 7–5, 6–3                          |
| 2018 | Nikola Mektić Alexander Peya                 | Bob Bryan Mike Bryan                 | 5–3skreč                          |
| 2019 | Jean-Julien Rojer (2) Horia Tecău (2)        | Diego Schwartzman Dominic Thiem      | 6–2, 6–3                          |
| 2020 | zrušeno kvůli pandemii koronaviru            | zrušeno kvůli pandemii koronaviru    | zrušeno kvůli pandemii koronaviru |
| 2021 | Marcel Granollers Horacio Zeballos           | Nikola Mektić Mate Pavić             | 1–6, 6–3, [10–8]                  |
| 2022 | Wesley Koolhof Neal Skupski                  | Juan Sebastián Cabal Robert Farah    | 6–7(4–7), 6–4, [10–5]             |
| 2023 | Karen Chačanov Andrej Rubljov                | Rohan Bopanna Matthew Ebden          | 6–3, 3–6, [10–3]                  |
| 2024 | Sebastian Korda Jordan Thompson              | Ariel Behar Adam Pavlásek            | 6–3, 7–6(9–7)                     |
| 2025 | Marcel Granollers (2) Horacio Zeballos (2)   | Marcelo Arévalo Mate Pavić           | 6–4, 6–4                          |

### Ženská čtyřhra
| Rok  | vítězky                                       | finalistky                                 | výsledek                          |
| ---- | --------------------------------------------- | ------------------------------------------ | --------------------------------- |
| 2009 | Cara Blacková Liezel Huberová                 | Květa Peschkeová Lisa Raymondová           | 4–6, 6–3, [10–6]                  |
| 2010 | Serena Williamsová Venus Williamsová          | Gisela Dulková Flavia Pennettaová          | 6–2, 7–5                          |
| 2011 | Viktoria Azarenková Maria Kirilenková         | Květa Peschkeová Katarina Srebotniková     | 6–4, 6–3                          |
| 2012 | Sara Erraniová Roberta Vinciová               | Jekatěrina Makarovová Jelena Vesninová     | 6–1, 3–6, [10–4]                  |
| 2013 | Anastasija Pavljučenkovová Lucie Šafářová     | Cara Blacková Marina Erakovicová           | 6–2, 6–4                          |
| 2014 | Sara Erraniová (2) Roberta Vinciová (2)       | Garbiñe Muguruzaová Carla Suárez Navarrová | 6–4, 6–3                          |
| 2015 | Casey Dellacquová Jaroslava Švedovová         | Garbiñe Muguruzaová Carla Suárez Navarrová | 6–3, 6–7(4–7), [10–5]             |
| 2016 | Caroline Garciaová Kristina Mladenovicová     | Martina Hingisová Sania Mirzaová           | 6–4, 6–4                          |
| 2017 | Čan Jung-žan Martina Hingisová                | Tímea Babosová Andrea Hlaváčková           | 6–4, 6–3                          |
| 2018 | Jekatěrina Makarovová Jelena Vesninová        | Tímea Babosová Kristina Mladenovicová      | 2–6, 6–4, [10–8]                  |
| 2019 | Sie Šu-wej Barbora Strýcová                   | Gabriela Dabrowská Sü I-fan                | 6–3, 6–1                          |
| 2020 | zrušeno kvůli pandemii koronaviru             | zrušeno kvůli pandemii koronaviru          | zrušeno kvůli pandemii koronaviru |
| 2021 | Barbora Krejčíková Kateřina Siniaková         | Gabriela Dabrowská Demi Schuursová         | 6–4, 6–3                          |
| 2022 | Gabriela Dabrowská Giuliana Olmosová          | Desirae Krawczyková Demi Schuursová        | 7–6(7–1), 5–7, [10–7]             |
| 2023 | Viktoria Azarenková (2) Beatriz Haddad Maiová | Coco Gauffová Jessica Pegulaová            | 6–1, 6–4                          |
| 2024 | Cristina Bucșová Sara Sorribesová Tormová     | Barbora Krejčíková Laura Siegemundová      | 6–0, 6–2                          |
| 2025 | Sorana Cîrsteaová Anna Kalinská               | Veronika Kuděrmetovová Elise Mertensová    | 6–7(10–12), 6–2, [12–10]          |

## Rekordy

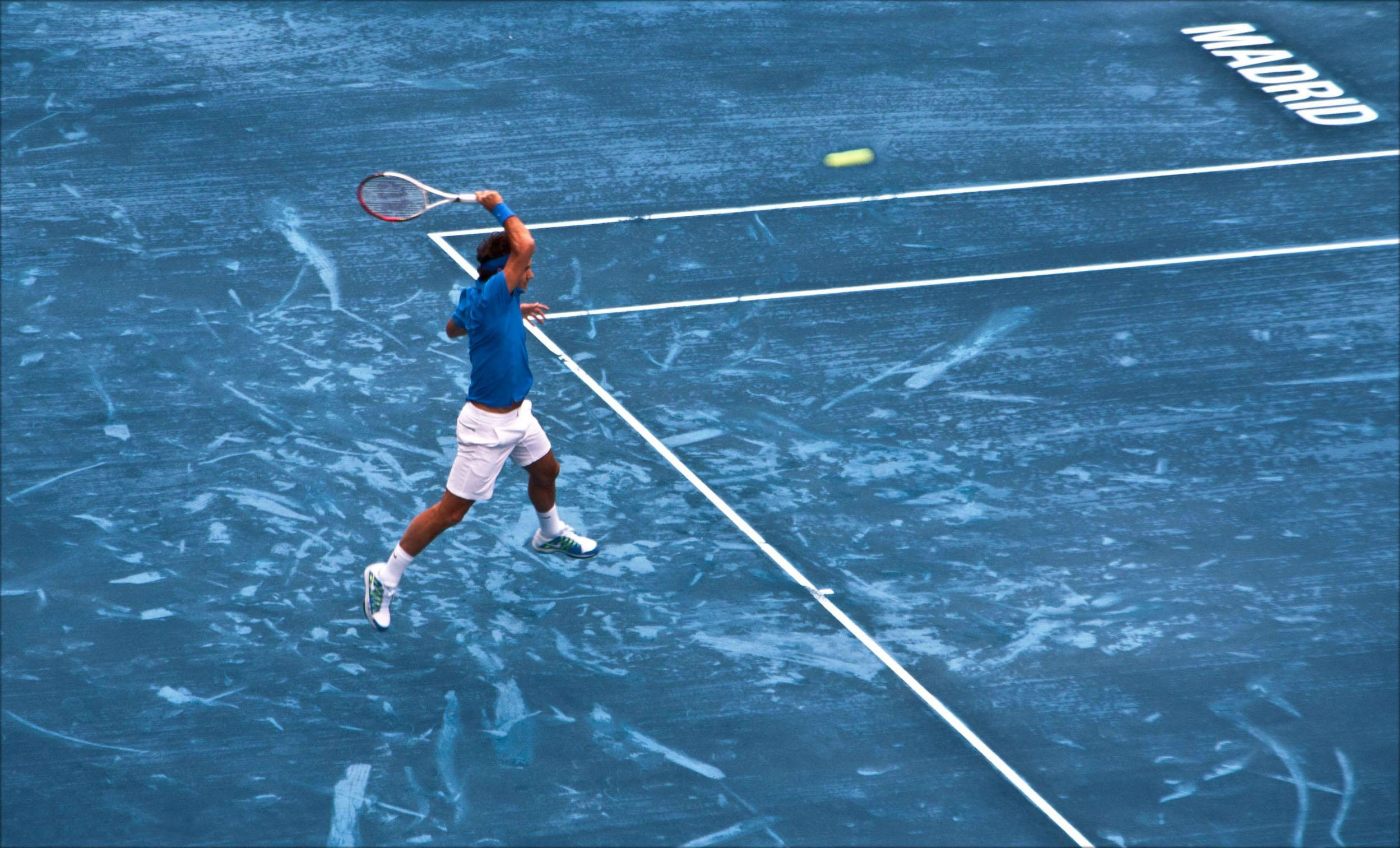
Roger Federer se v roce 2012 stal prvním vítězem turnaje na modré antuce

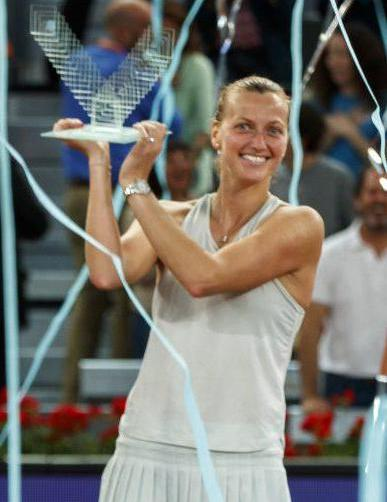
Petra Kvitová po zisku třetí trofeje v roce 2018

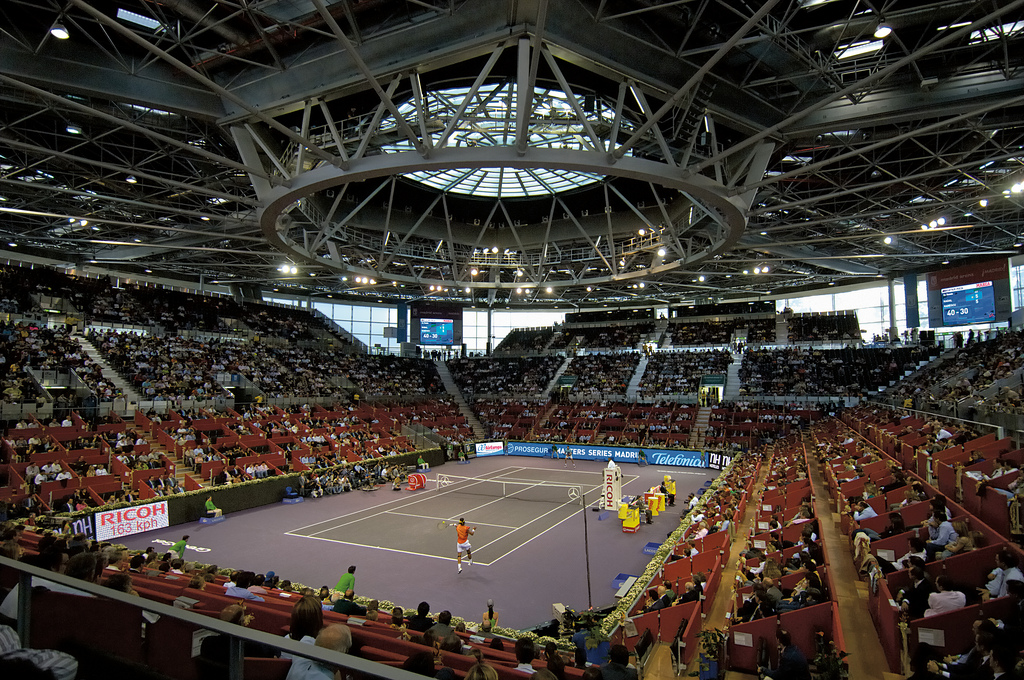
Madrid Arena hostila turnaj v letech 2002–2008

| Mužská dvouhra                      | Mužská dvouhra   | Mužská dvouhra                                                                                  |
| Rekord                              | Rekord           | držitelé rekordu                                                                                |
| ----------------------------------- | ---------------- | ----------------------------------------------------------------------------------------------- |
| Nejvíce titulů                      | 5                | Rafael Nadal                                                                                    |
| Nejvíce titulů v řadě               | 2                | Rafael Nadal                                                                                    |
| Nejvíce finále                      | 8                | Rafael Nadal                                                                                    |
| Nejvíce finále v řadě               | 3                | Rafael Nadal                                                                                    |
| Nejvíce vyhraných zápasů            | 59               | Rafael Nadal                                                                                    |
| Nejstarší vítěz                     | 32 let           | Andre Agassi (2002)                                                                             |
| Nejmladší vítěz                     | 19 let           | Carlos Alcaraz (2022)                                                                           |
| Nejvýše postavený vítěz             | 1. ATP           | Juan Carlos Ferrero (2003) Roger Federer (2006, 2009) Rafael Nadal (2014) Novak Djoković (2019) |
| Nejníže postavený vítěz             | 25. ATP          | David Nalbandian (2007)                                                                         |
| Mužská čtyřhra                      |                  |                                                                                                 |
| Nejvíce titulů                      | 5                | Bob Bryan Mike Bryan Daniel Nestor                                                              |
| Ženská dvouhra                      |                  |                                                                                                 |
| Nejvíce titulů                      | 3                | Petra Kvitová Aryna Sabalenková                                                                 |
| Nejvíce titulů v řadě               | 2                | Serena Williamsová Simona Halepová                                                              |
| Nejvíce finále                      | 4                | Simona Halepová Aryna Sabalenková                                                               |
| Nejvíce odehraných ročníků          | 15               | Anastasija Pavljučenkovová                                                                      |
| Nejmenší ztráta gamů za titulem     | 28               | Simona Halepová (2016) Aryna Sabalenková (2021)                                                 |
| Nejstarší vítězka                   | 31 let a 228 dnů | Serena Williamsová (2013)                                                                       |
| Nejmladší vítězka                   | 21 let a 61 dnů  | Petra Kvitová (2011)                                                                            |
| Nejvýše postavená vítězka           | 1. WTA           | Dinara Safinová (2009) Serena Williamsová (2013) Iga Świąteková (2024) Aryna Sabalenková (2025) |
| Nejníže postavená vítězka           | 24. WTA          | Aravane Rezaïová (2010)                                                                         |
| Nejníže postavená finalistka        | 38. WTA          | Dominika Cibulková (2016)                                                                       |
| Světová jednička a dvojka ve finále | 2013 2023 2024   | S. Williamsová vs. Šarapovová Sabalenková vs. Świąteková Świąteková vs. Sabalenková             |
| Ženská čtyřhra                      |                  |                                                                                                 |
| Nejvíce titulů                      | 2                | Sara Erraniová Roberta Vinciová Viktoria Azarenková                                             |

Vysvětlivky
1. 1 2  Bob a Mike Bryanovi vyhráli všechny tituly společně.
2. ↑  Daniel Nestor vyhrál tituly s dvěma spoluhráči, Markem Knowlesem a Nenadem Zimonjićem.
3. 1 2  Sara Erraniová a Roberta Vinciová vyhrály oba tituly společně.
4. ↑  Viktoria Azarenková vyhrála tituly s dvěma spoluhráčkami, Marií Kirilenkovou a Beatriz Haddad Maiovou.

## Galerie

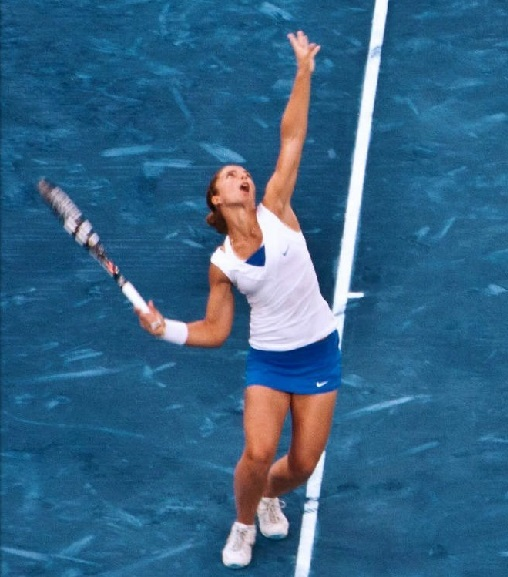
Sara Erraniová, 2012
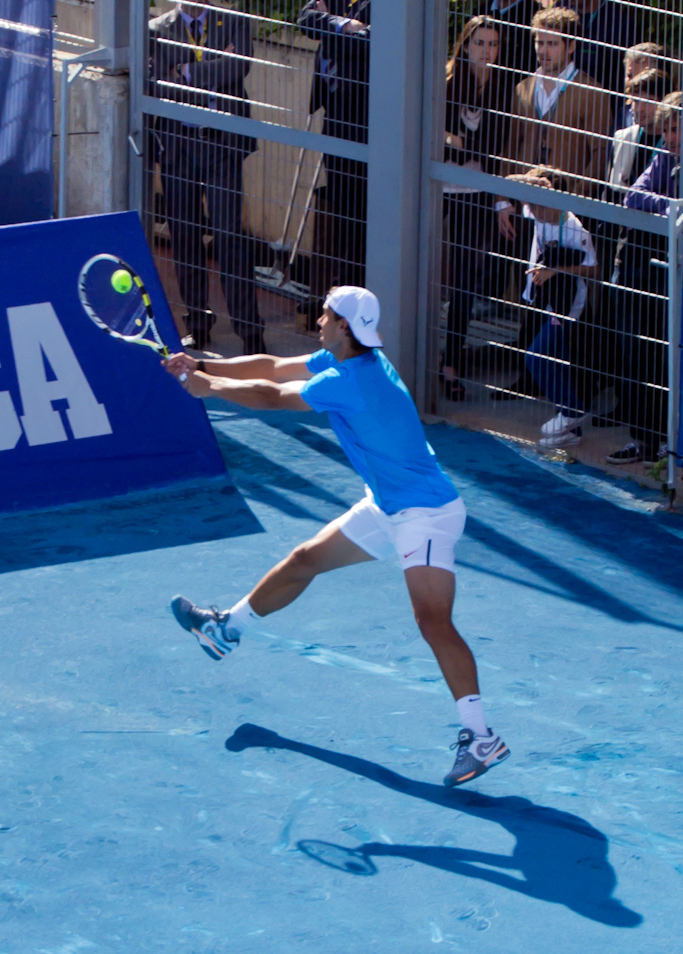
Rafael Nadal, 2012
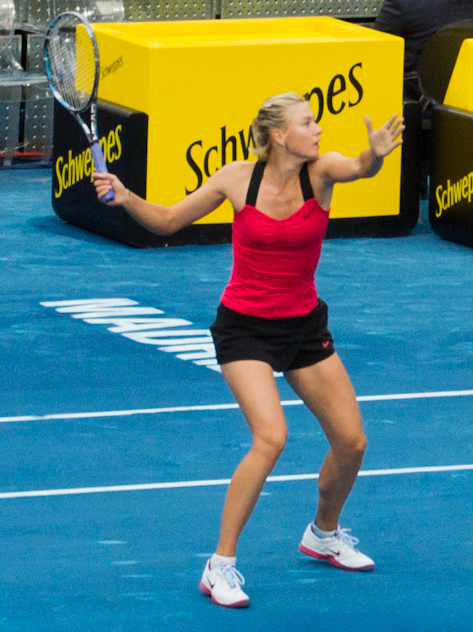
Maria Šarapovová, 2012
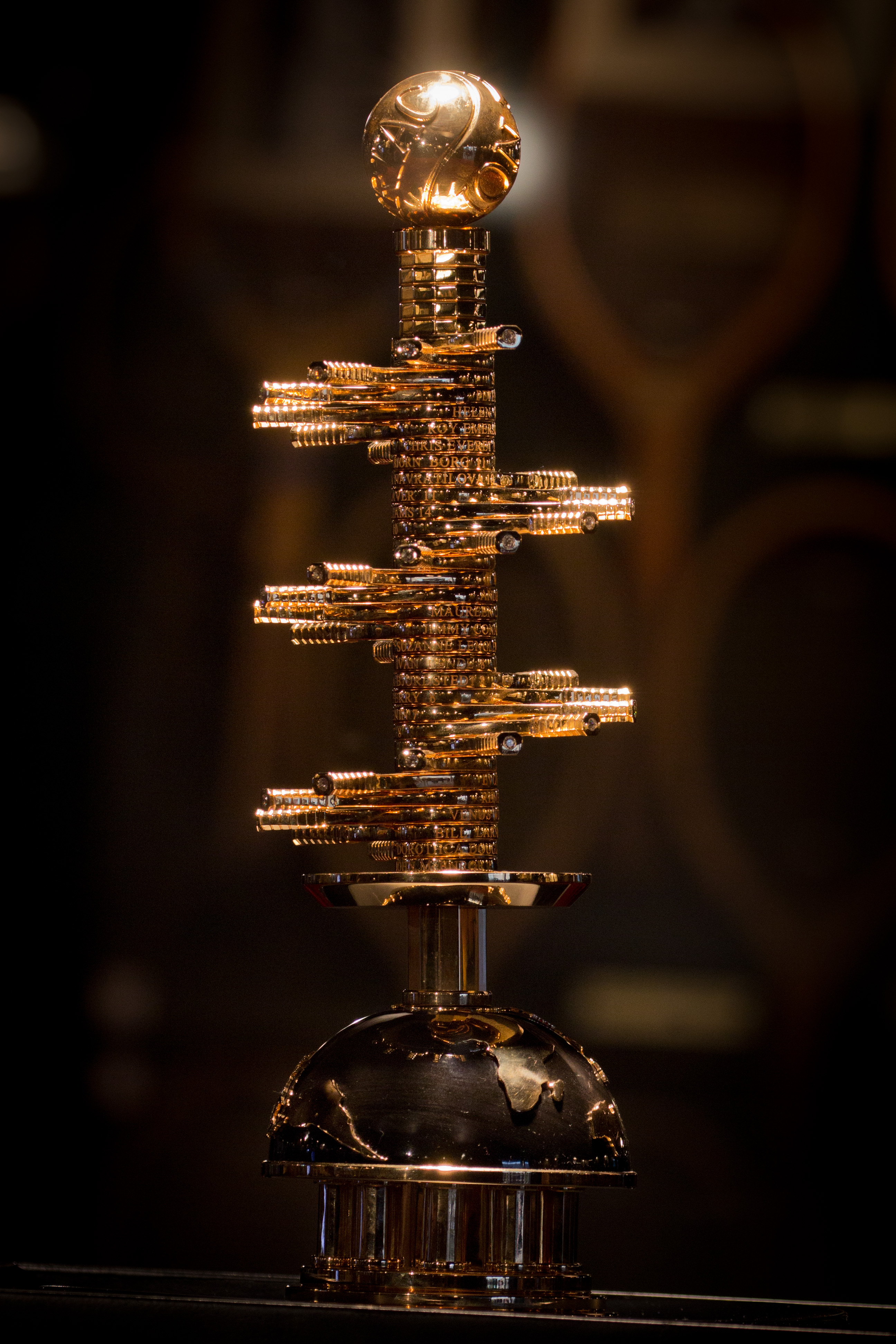
Trofej pro vítěze dvouhry mužů
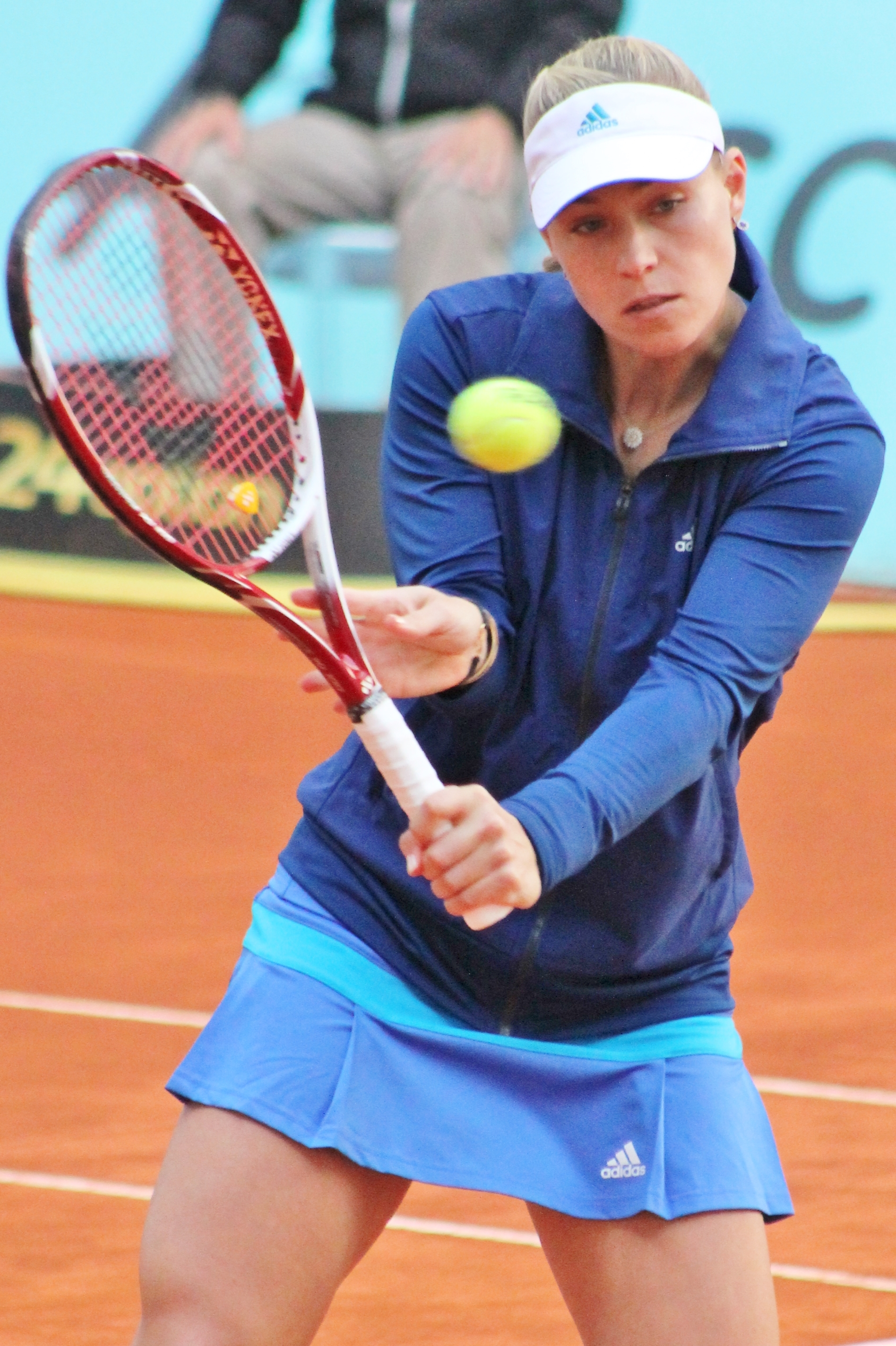
Angelique Kerberová, 2014
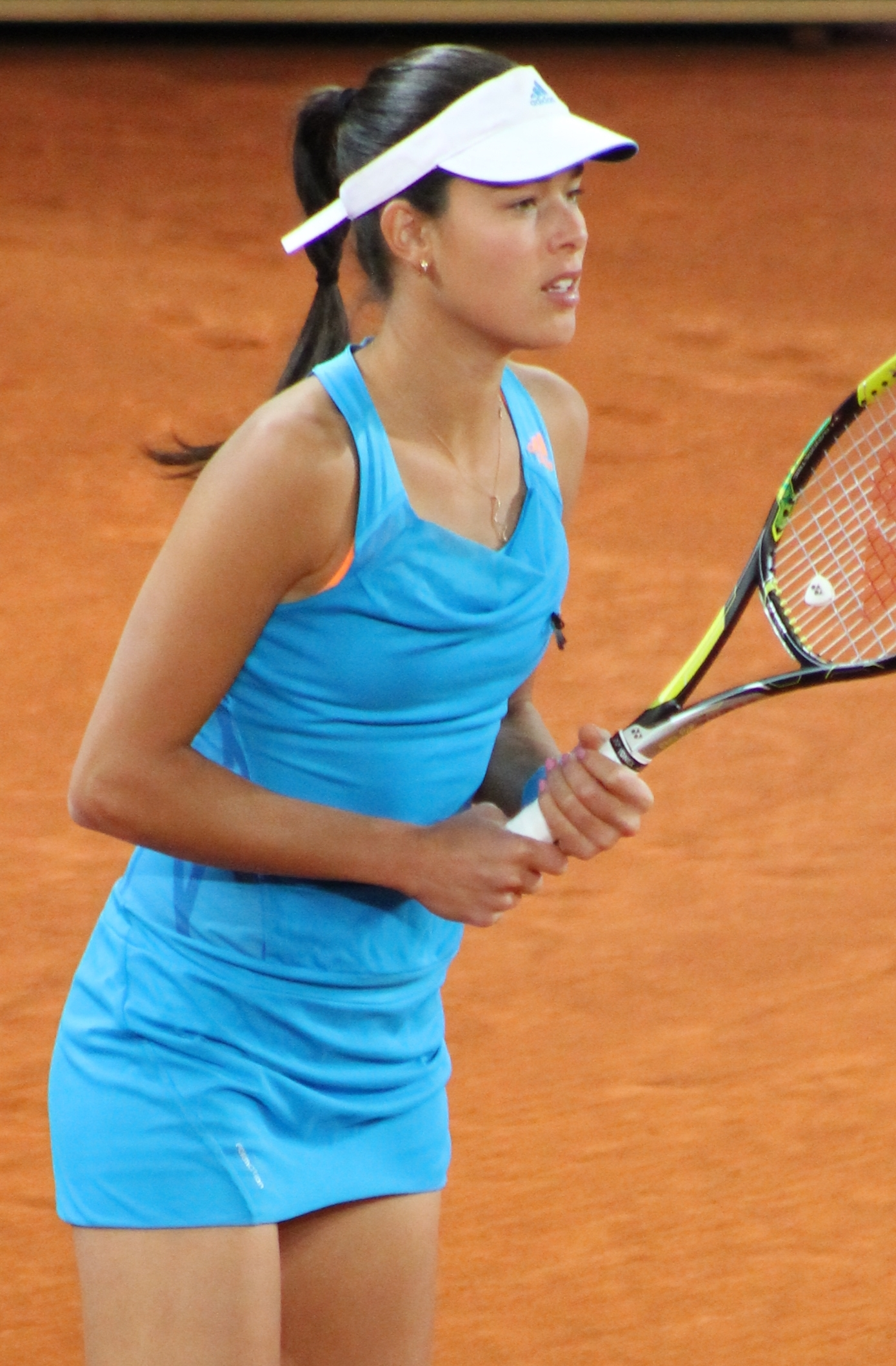
Ana Ivanovićová, 2014
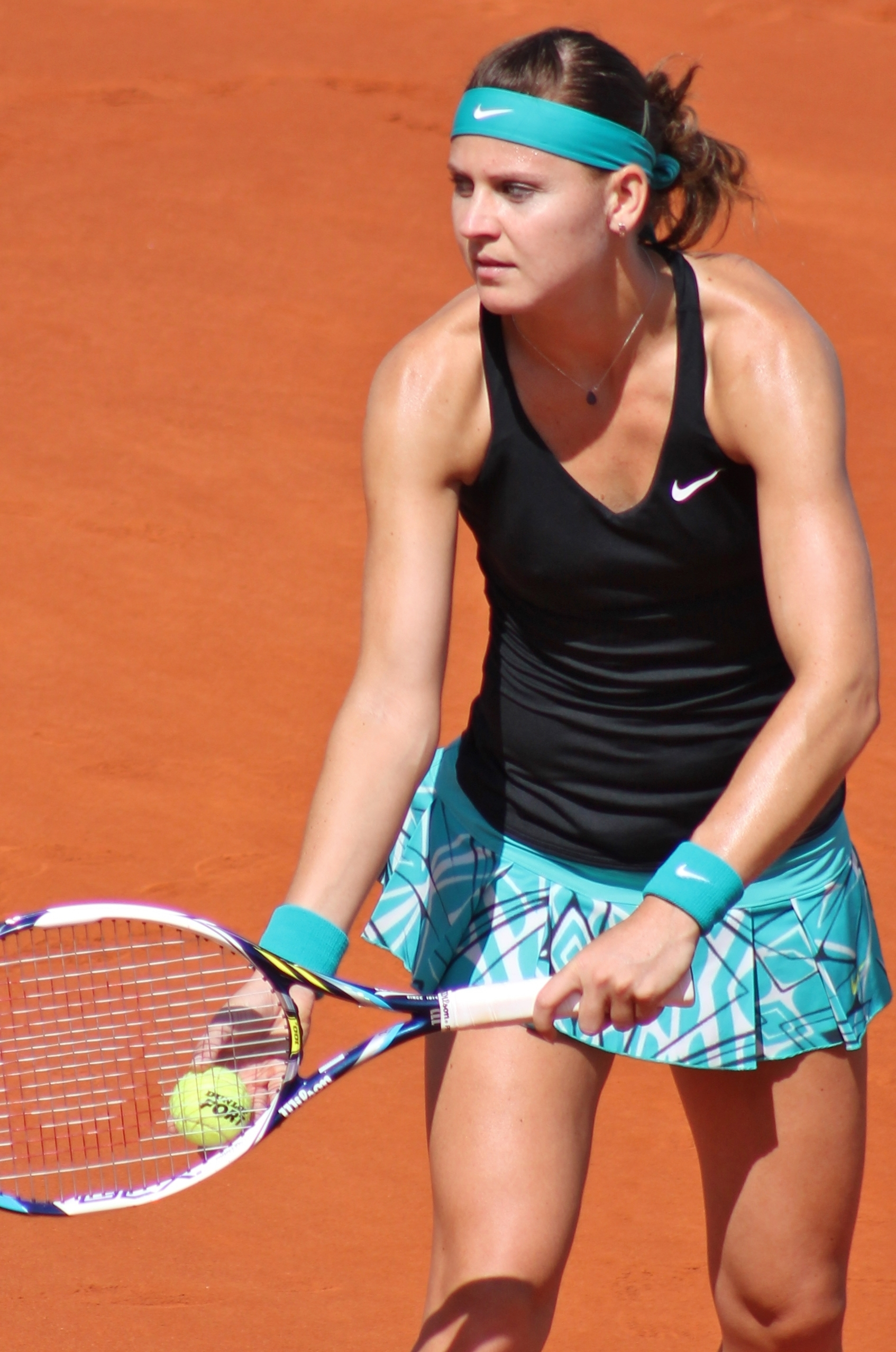
Lucie Šafářová, 2014